# 스튜디오 1059 (강원주말)
유여울의 주말 스튜디오 1059는 TBN 강원교통방송(원주 FM 105.9㎒, 춘천 FM 103.7㎒, 강릉 FM 105.5㎒, 양양 FM 95.1㎒, 동해 FM 95.3㎒, 평창 FM 89.3㎒)에서 주말 아침 9시부터 오전 10시 55분까지 방송했던 강원권 지역의 주말 라디오 프로그램이다.

## 매일 코너
- 탐구생활 OX 퀴즈!: 청취자 참여 코너

## 요일 코너
- 토요일 - 음악이 흐르는 아침 : 일상과 관련된 소재를 가지고 연관된 노래를 들어 보는 시간
- 트랜드 핫 이슈 : 요즘 유행하는 모든것(패션, 인물, 용어 등)들을 다루는 시간 (출연:원보람 리포터)
- 슬기로운 안전생활 : 안전을 위한 생활 정보를 전하는 코너
- 일요일 - 아티스트이야기 : 뮤지션의 이야기 그리고 음악이 있는 시간
- 술술풀리는 이야기 : 술에 담긴 재미있는 이야기를 들어 보는 코너 (전화연결 : 명욱 주류칼럼리스트)
- 재미있는 신조어 사전 : 10대, 20대가 사용하는 신조어를 알아보는 시간